# Ex chiesa di Sant'Ambrogio
L'ex chiesa di Sant'Ambrogio è un luogo di culto cattolico sconsacrato di Gaeta; si trova in località Conca, alle pendici del colle omonimo.

## Storia
Le notizie in merito all'edificio sono scarse. È citato due volte nel Codex diplomaticus cajetanus in altrettanti documenti rispettivamente del 1231 e del 1234: il primo riguarda la divisione di un'eredità tra Mirone di Pietro Conte e Giovanni di Leo da Bibano costituita da terreni; il secondo è costituito dal rinnovamento dell'atto imperiale di Federico II con il quale si definiva un'altra controversia, nella quale risultavano implicati lo stesso Mirone Conte (per l'eredità che aveva diviso con Giovanni di Leo), l'orefice Guidone e il rettore della chiesa e canonico della cattedrale Campo Pedeaceto, atto che assegnava a Sant'Ambrogio l'intero lascito testamentario. Probabilmente nel XIV secolo l'ambiente venne coperto con volte a crociera. Sant'Ambrogio fu sede di parrocchia, soppressa nel 1481 e accorpata al capitolo della cattedrale.
La chiesa, probabilmente già sconsacrata nel XVIII secolo, venne poi riadattata a scopi agricoli ed a lungo utilizzata come oleificio. Attualmente è adibita a stalla.

## Descrizione

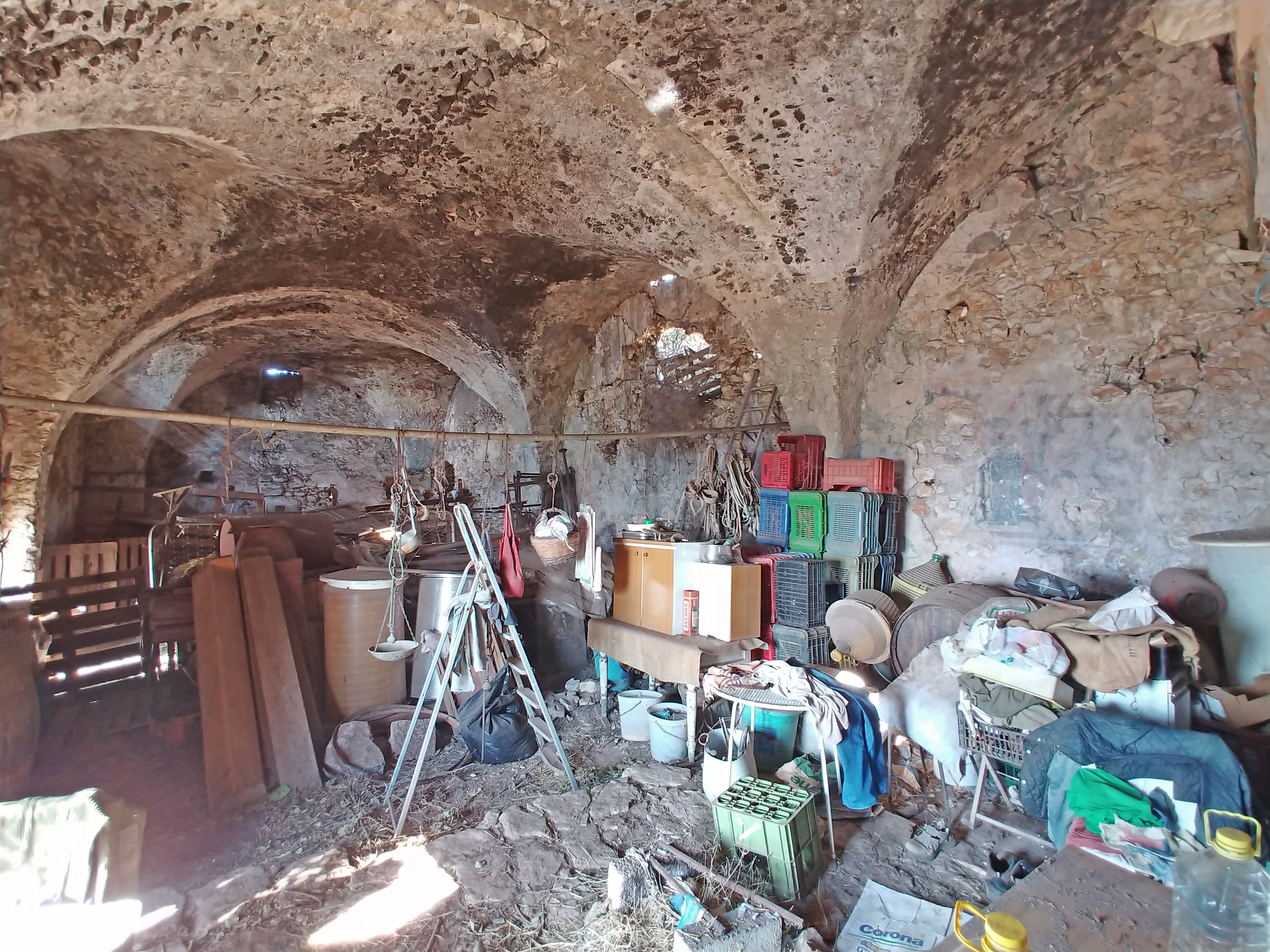
Interno

La ex chiesa di Sant'Ambrogio sorge sul versante meridionale di Monte Conca, non lontana dall'intersezione del tratto sterrato dell'omonima strada vicinale con via Mariano Mandolesi, in posizione dominante sulla piana di Arzano.
L'edificio, in parte scavato nel pendio, presenta una semplice struttura ad aula rettangolare di tre campate leggibile anche dall'esterno, caratterizzato dalle volte a crociera a sesto ribassato estradossate, occultate lungo il fianco sinistro da un muro parzialmente crollato che le supera in altezza inglobandole. Nella stessa fiancata si apre l'accesso principale dell'ex chiesa (dal momento che è priva di una facciata vera e propria) costituito da un portale ad arco a tutto sesto che dà nella prima campata; una seconda porta, di modeste dimensioni, si trova nella terza campata.
All'interno l'edificio presenta chiare tracce del suo riutilizzo agricolo, quali una vera nei pressi del portale principale, che dà nella cisterna sottostante; la molazza al centro della navata la cui macina circolare in pietra è anch'essa nei pressi dell'ingresso; nella terza campata un forno a nicchia nella parete di destra e, a ridosso di quella di fondo, di una lunga vasca lapidea. L'ambiente è illuminato da finestre quadrangolari irregolari che si aprono nella parte superiore della parete di sinistra. In controfacciata vi sono i resti di una scala che conduceva ad una porta sopraelevata, attualmente in parte murata, attraverso la quale si accedeva ad alcuni ambienti (forse la canonica) completamente crollati.
Unica testimonianza dell'apparato decorativo originario è costituito da un lacerto di affresco medievale situato nella prima campata, sulla parete destra; si presenta in un pessimo stato di conservazione che ha messo in evidenza i contorni incisi delle figure. Quest'ultime sono tre: sulla sinistra vi è una donna seduta che indossa un abito rosso sotto un manto blu bordato di pelliccia bianca, identificata come una santa o, più nello specifico, la Vergine Maria; ella tende la mano sinistra in segno di benedizione verso un fedele inginocchiato, con la barba e le mani giunte, che è vestito di scarlatto ed è probabilmente il donatore; sulla testa di quest'ultimo poggia la sua mano un cavaliere, che occupa tutto il lato destro della pittura e del quale non si è conservata la testa, con corazza crociata di rosso e lancia nella mano destra, che è stato individuato probabilmente come san Giorgio. Peculiarità dell'affresco era quella di recare dipinte le parole pronunciate dall'uomo inginocchiato, su più righe entro un fumetto posto al di sopra della sua testa, visibile ancora alla fine del XX secolo ed attualmente completamente perduto.

## Galleria d'immagini

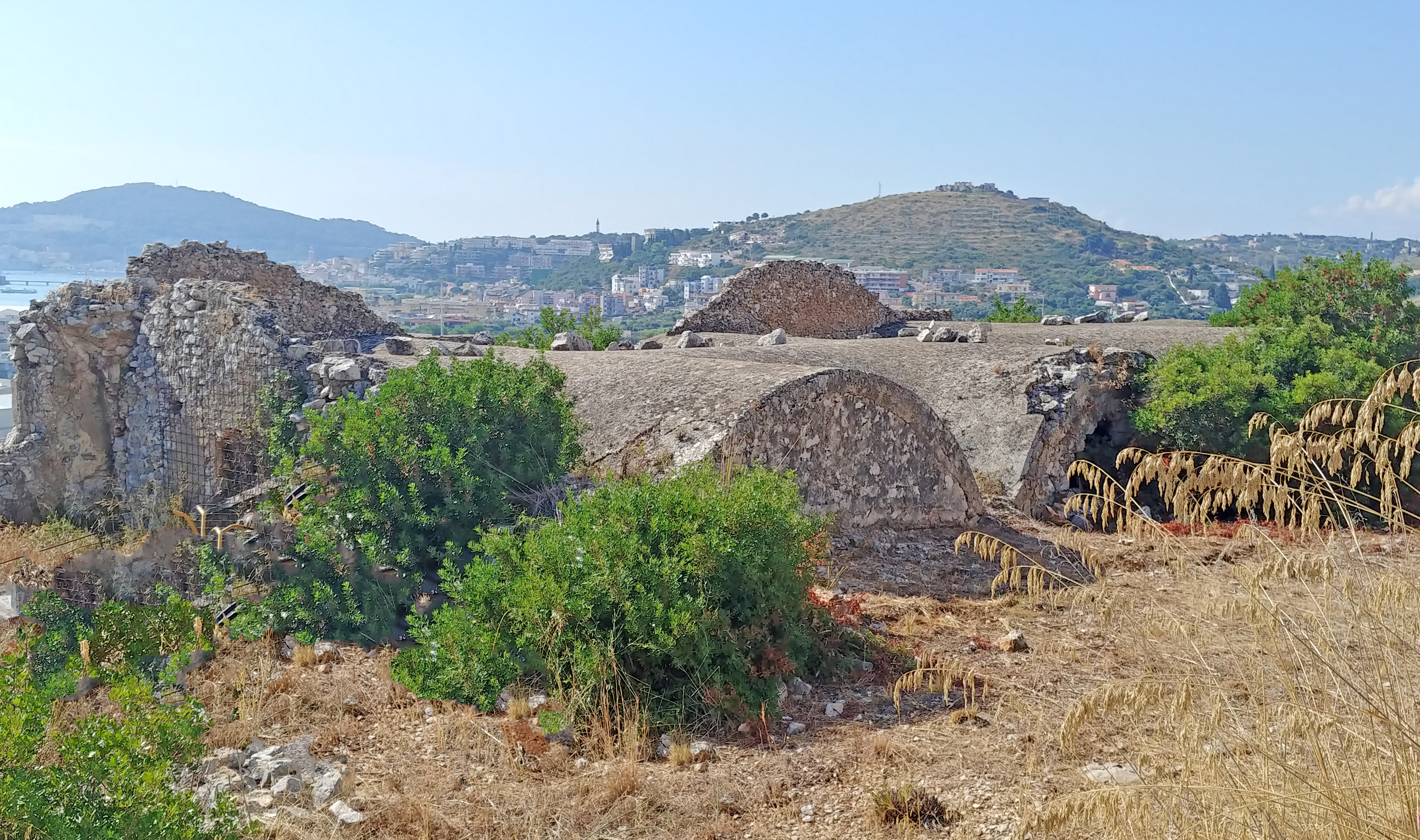
Volte estradossate
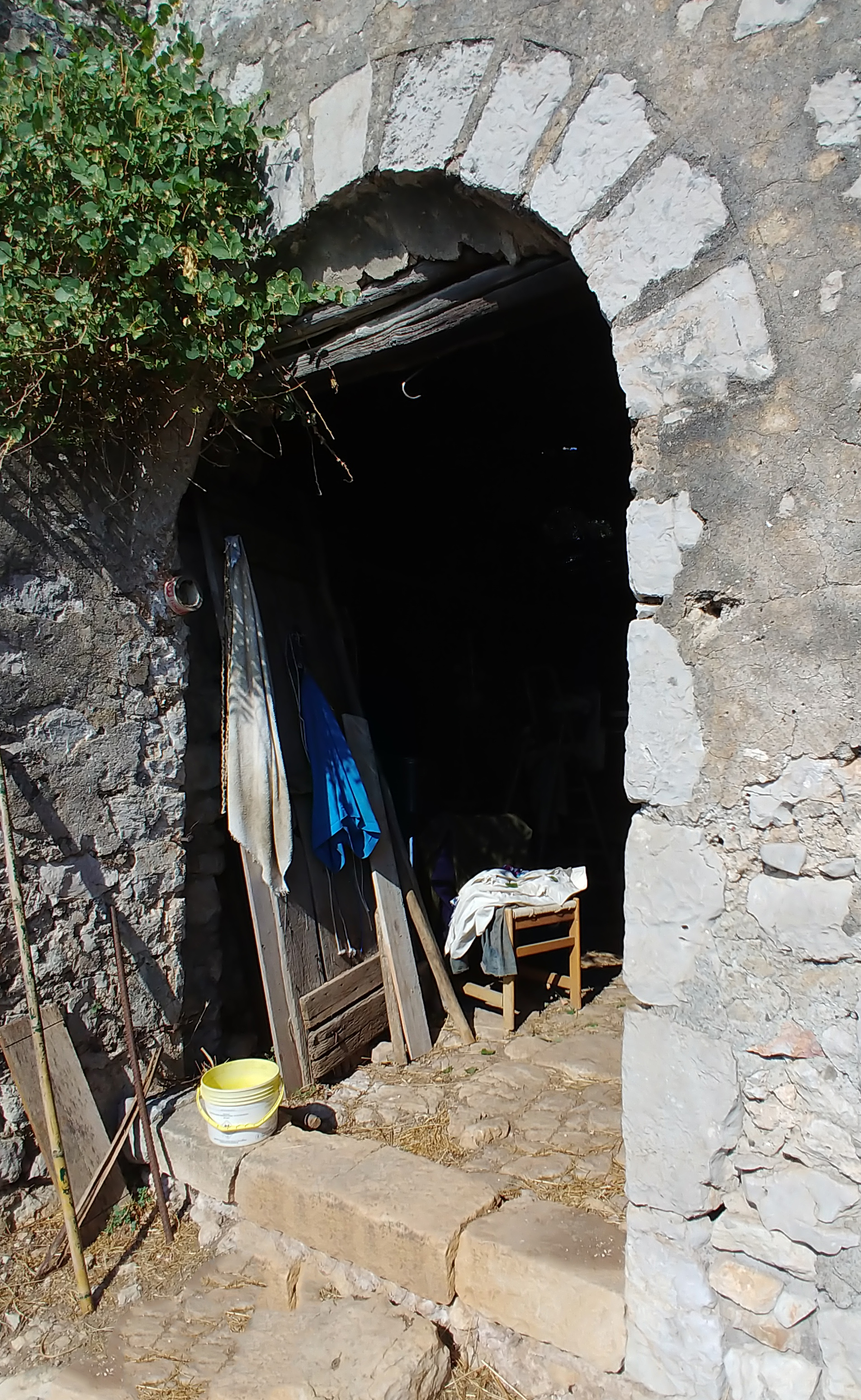
Portale ad arco
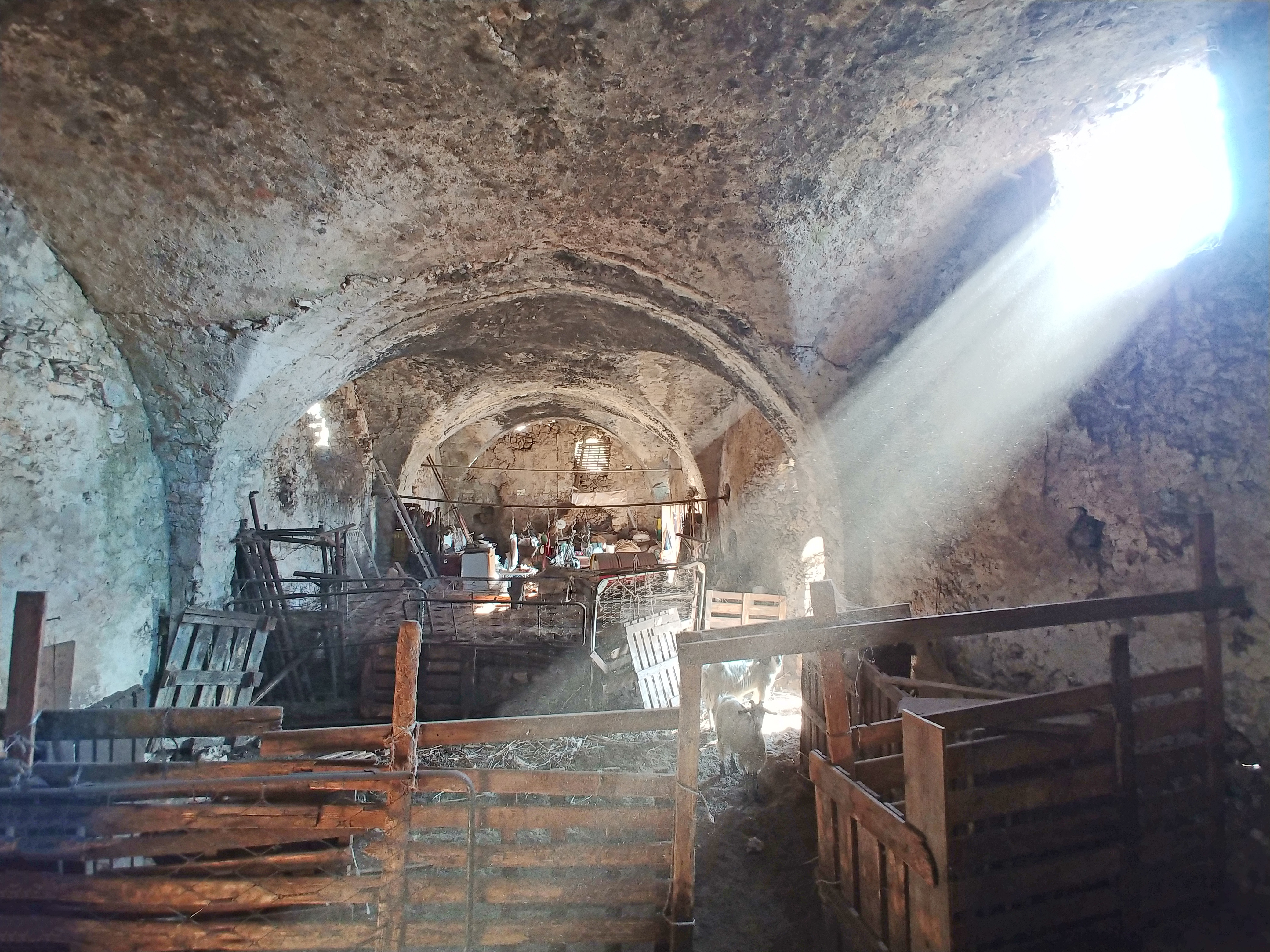
Interno verso la controfacciata
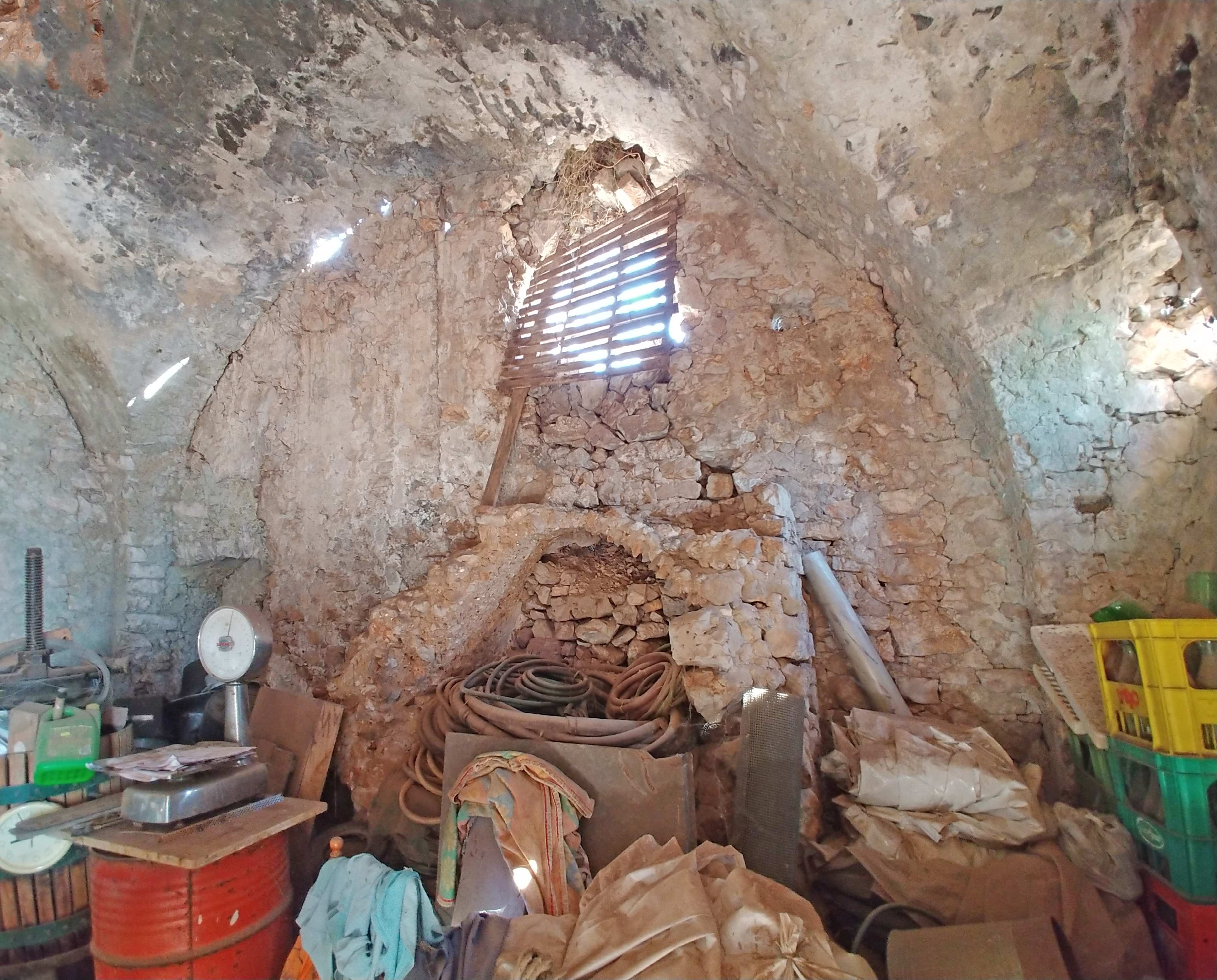
Controfacciata e scala
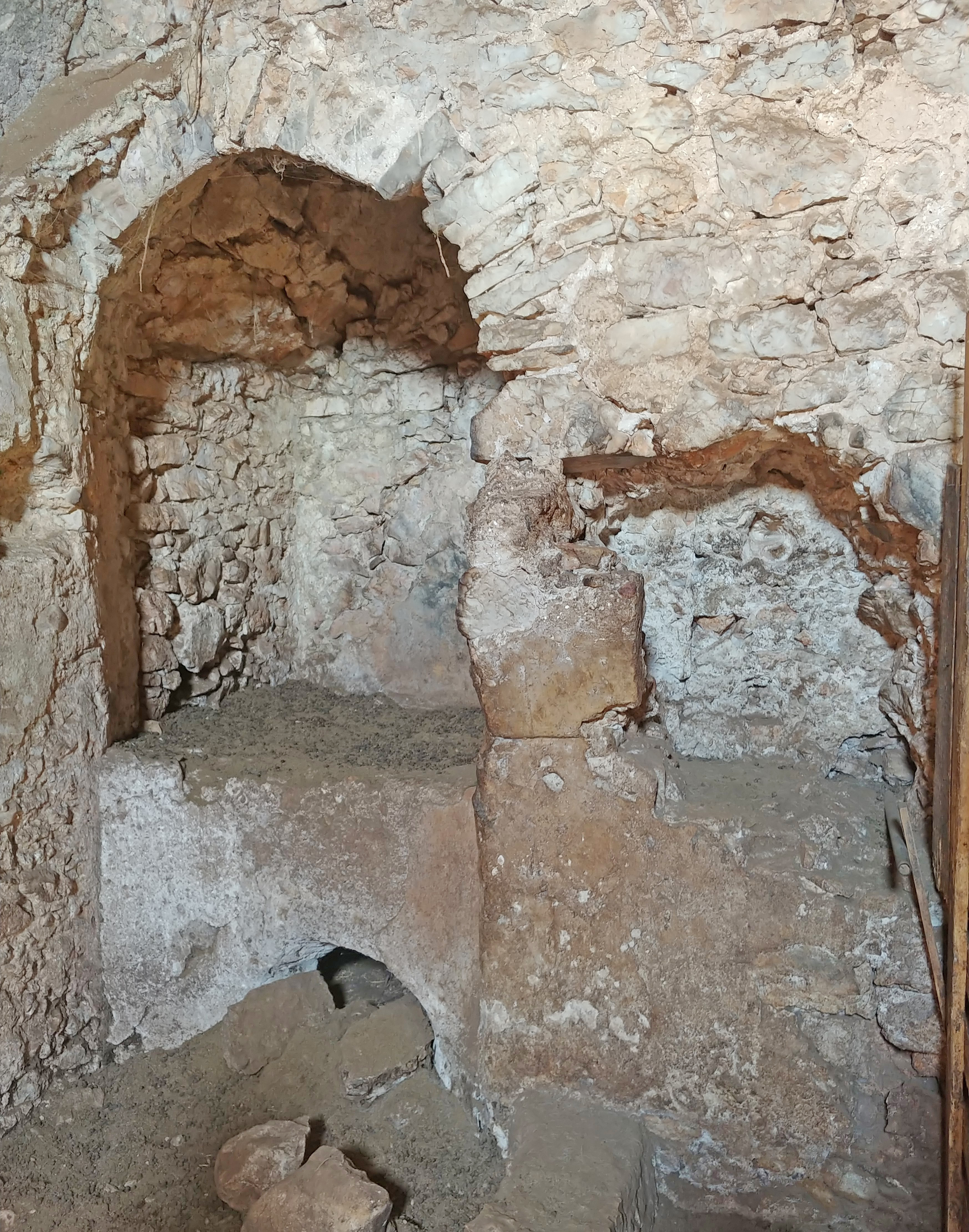
Forno
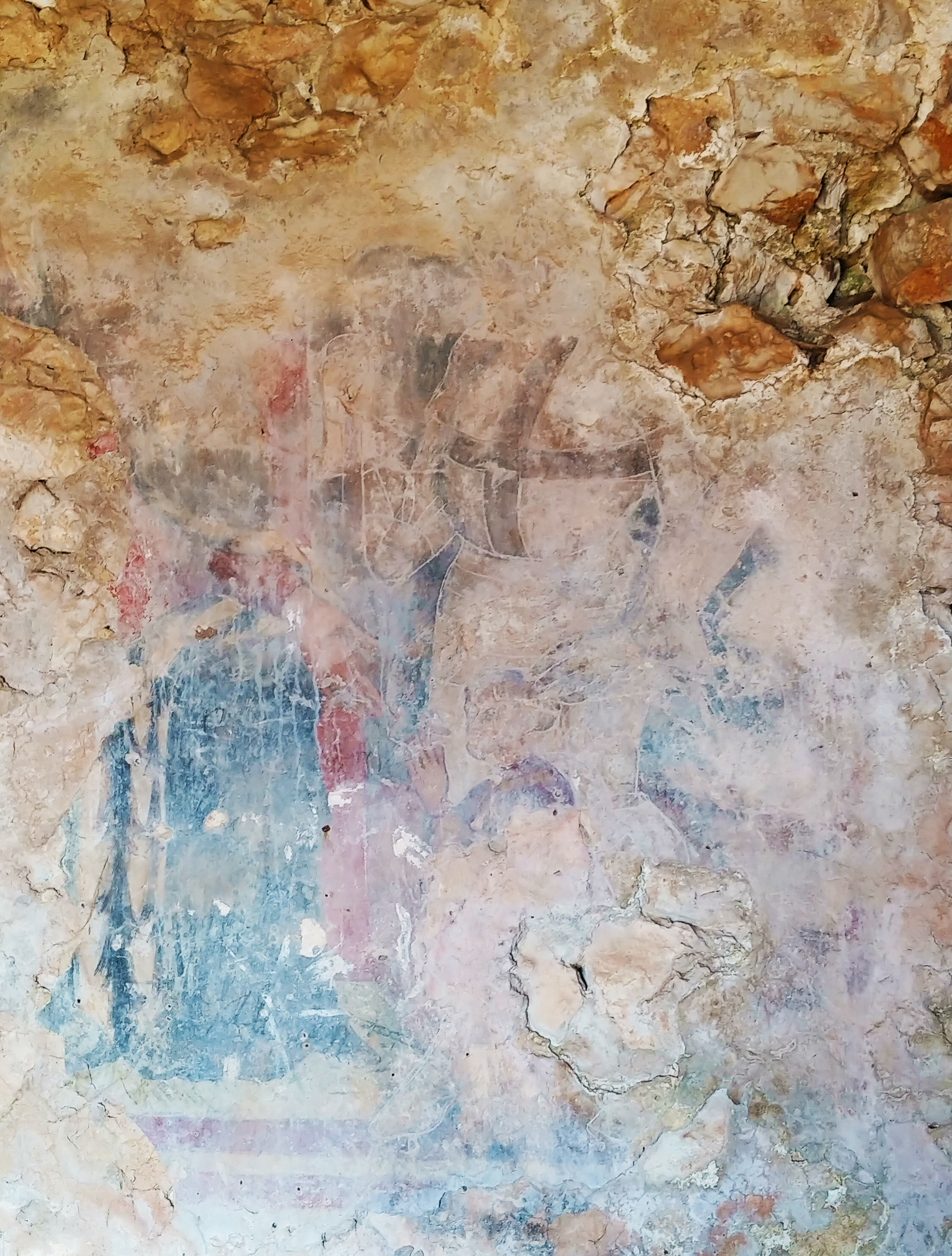
L'affresco